# John Joseph Williams
John Joseph Williams (Boston, 27 aprile 1822 – Boston, 30 agosto 1907) è stato un arcivescovo cattolico statunitense.

## Biografia
Williams nacque a Boston, nel Massachusetts, da Michael e Ann (nata Egan) Williams, immigrati irlandesi. Suo padre era un fabbro di Tipperary, arrivato negli Stati Uniti nel 1818. Crebbe in una casa di Broad Street e da bambino frequentò una scuola elementare in Hamilton Street. All'età di cinque anni, divenne un allievo nella scuola parrocchiale della cattedrale. Dopo la morte di suo padre nel 1830, sua madre si risposò e la famiglia si trasferì nel North End. Dopo aver mostrato interesse per il sacerdozio, Williams fu inviato dal vescovo Benedict Joseph Fenwick a studiare al Sulpician College di Montreal nel 1833. Si laureò nel 1841 e fece i suoi studi teologici al Seminario di San Sulpizio a Parigi.
Mentre era a Parigi, Williams fu ordinato sacerdote il 17 maggio 1845 nella Cattedrale della Santissima Trinità, da Denis-Auguste Affre, arcivescovo di Parigi, che fu poi ucciso durante la Rivoluzione francese del 1848. Tornò a Boston nell'ottobre del 1845 e fu poi assegnato come curato alla Cattedrale della Santa Croce. Prestò servizio in questa veste per dieci anni, dando anche lezioni domenicali e catechismo. Fu rettore della cattedrale dal 1855 fino al 1857, quando divenne parroco della chiesa di San Giacomo nella stessa città. Sotto la sua custodia, la chiesa vide sollevarsi di molto il suo debito e divenne una delle parrocchie più importanti di Boston. Oltre ai suoi doveri pastorali a San Giacomo, Williams fu nominato vicario generale della diocesi di Boston nell'estate del 1857. Amministrò gli affari della diocesi durante gli ultimi anni del vescovo John Bernard Fitzpatrick, la cui salute era in declino.
Il 9 gennaio 1866, Williams fu nominato vescovo coadiutore di Boston e vescovo titolare di Tripoli di Fenicia da papa Pio IX. Tuttavia, prima che fossero completati gli accordi per la sua consacrazione episcopale, il vescovo Fitzpatrick morì e Williams gli succedette automaticamente come quarto vescovo di Boston il 13 febbraio 1866. Fu consacrato dall'arcivescovo John McCloskey, con i vescovi John Joseph Conroy e John Loughlin come co-consacratori, l'11 marzo successivo.
Quando la diocesi di Boston fu elevata ad arcidiocesi metropolitana il 12 febbraio 1875, Williams divenne il suo primo arcivescovo. Venne creata una nuova cattedrale più grande, il 29 aprile 1866. I riti di dedicazione furono eseguiti nel dicembre 1875 dall'arcivescovo Williams. La sua celebrazione giubilare fu cantata dal Santuario Coro della cattedrale a Boston il 17 maggio 1895 e il libro contenente la musica cantata fu pubblicato da G. De La Motte nel 1895.

## Genealogia episcopale e successione apostolica
La genealogia episcopale è:
- Cardinale Scipione Rebiba
- Cardinale Giulio Antonio Santori
- Cardinale Girolamo Bernerio, O.P.
- Arcivescovo Galeazzo Sanvitale
- Cardinale Ludovico Ludovisi
- Cardinale Luigi Caetani
- Cardinale Ulderico Carpegna
- Cardinale Paluzzo Paluzzi Altieri degli Albertoni
- Cardinale Gaspare Carpegna
- Cardinale Fabrizio Paolucci
- Cardinale Francesco Barberini
- Cardinale Annibale Albani
- Cardinale Federico Marcello Lante Montefeltro della Rovere
- Vescovo Charles Walmesley, O.S.B.
- Arcivescovo John Carroll
- Cardinale Jean-Louis Anne Madelain Lefebvre de Cheverus
- Arcivescovo Ambrose Maréchal, P.S.S.
- Vescovo John Dubois, P.S.S.
- Arcivescovo John Joseph Hughes
- Cardinale John McCloskey
- Arcivescovo John Joseph Williams

La successione apostolica è:
- Vescovo James Augustine Healy (1875)
- Vescovo Thomas Galberry, O.E.S.A. (1876)
- Vescovo Lawrence Stephen McMahon (1879)
- Vescovo Denis Mary Bradley (1884)
- Vescovo Matthew A. Harkins (1887)
- Vescovo John Brady (1891)
- Vescovo John Stephen Michaud (1892)
- Vescovo Thomas Daniel Beaven (1892)
- Vescovo Michael Tierney (1894)
- Vescovo Louis Sebastian Walsh (1906)